# Phricotelus stelliger
Espèce
Phricotelus stelliger est une espèce d'araignées aranéomorphes de la famille des Mysmenidae.

## Distribution
Cette espèce est endémique du Sri Lanka.

## Description
La femelle holotype mesure 0,8 mm.

## Systématique et taxinomie
Cette espèce a été décrite par Simon en 1895.

## Publication originale
- Simon, 1895 : Histoire naturelle des araignées. Paris, vol. 1, p. 761-1084 (texte intégral).